# 通用媒體光碟

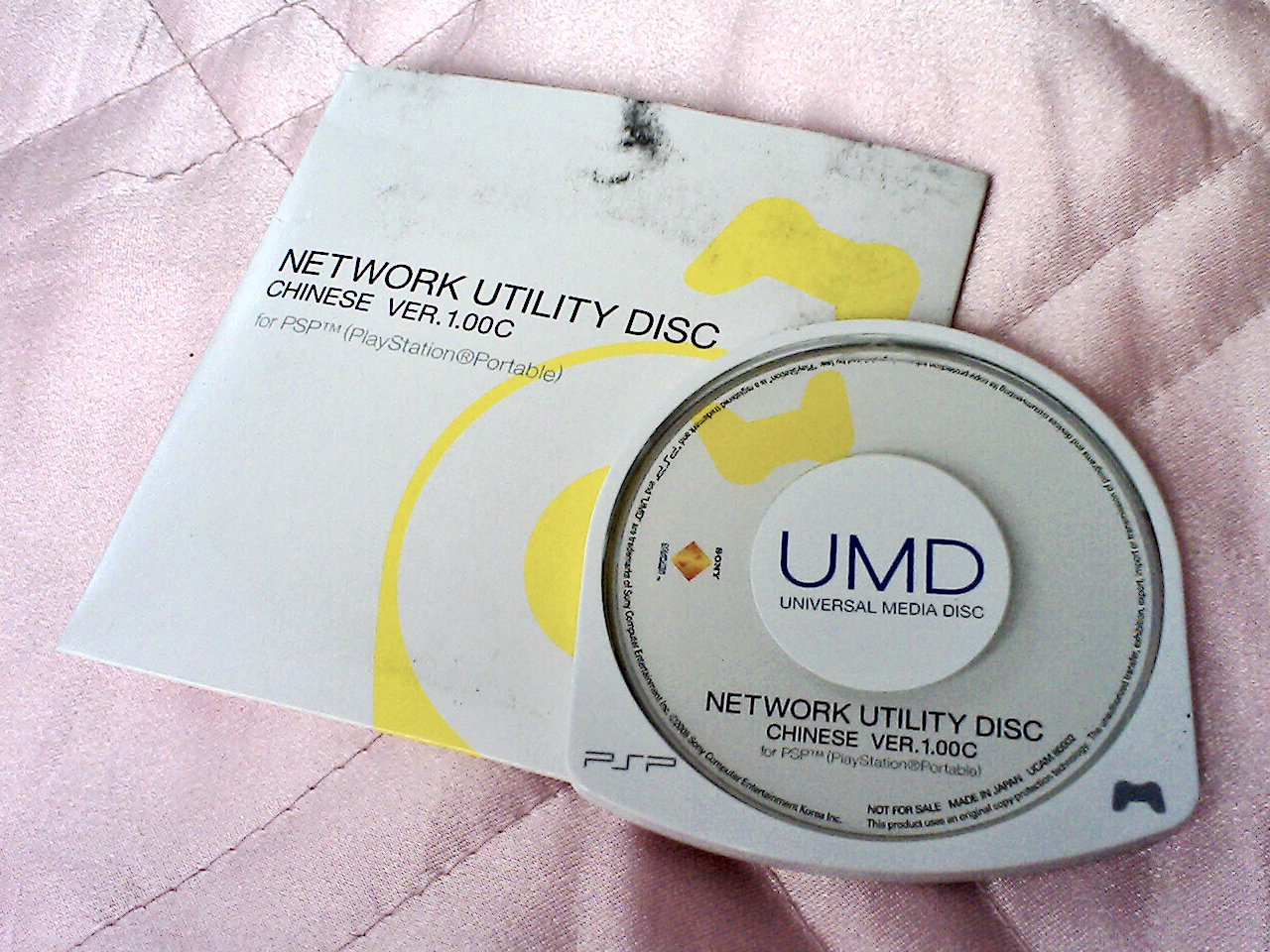
SCE所發送的PlayStation Portable用網路UMD

通用媒體光碟（Universal Media Disc，简称），是索尼電腦娛樂（SCE）的掌上型游戏机PlayStation Portable（PSP）上首次应用的光盘規格。

## 簡介
这种光盘直径6厘米，装在圆形盒子裏，标准容量为1.8Gigabyte，能够保存游戏、音乐、视频等。有人誤以為MiniDisc與UMD是同一系列的儲存媒體，但事實上除了尺寸相近以外，這兩者並不相容。
为防止盗版和保证该项技术的独占权，UMD只在PSP上使用，没有任何UMD空白盘或者UMD刻录机在市场上出售。但尽管如此UMD其中的内容还是被人破解了（引导出来），也因此会有UMD游戏的光盘镜像文件在网络上供下载。

### 详细规格
- UMD於2005年6月21日被Ecma國際正式認可為標準規格，規格編號：ECMA-365
- 尺寸（约）：65毫米×64毫米×4.2毫米
- 最大容量：
  - Type A：唯讀單層光碟，最大容量0.9 GB
  - Type B：唯讀雙層光碟，最大容量1.8 GB
- 激光波长：660纳米（红光）
- 128位数字加密

### 分区
DVD-Video的分区方式适用于大多数的UMD电影光盘，但不适用于游戏。
- 0区（即无区域码）：全球
- 1区：北美
- 2区：英国、欧洲、日本、中东、埃及、南非、格陵兰岛
- 3区：中華民國（臺灣）、韩国、菲律宾、印度尼西亚、香港
- 4区：澳大利亚、新西兰、太平洋岛屿、南美
- 5区：俄罗斯、东欧、印度、非洲的大部分、朝鲜、蒙古
- 6区：中華人民共和國（不含香港、澳門）

### 主要应用

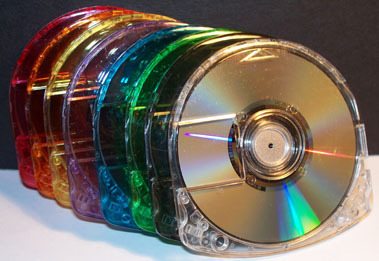
UMD的透明版

UMD光盘的主要应用是作为遊戲的存储媒介，或被用于存储电影，也有少量被用于存储电视节目。视频是H.264/MPEG-4 AVC格式，音频为ATRAC3plus格式。
英国广播公司（BBC）已开始使用UMD作为媒介发行它的电视节目，包括The Office、Doctor Who及Little Britain等。
而在日本，大量的成人视频制造商使用UMD作为媒介出版发行。儘管Sony公司从未官方允许此种内容的出版，但不可否认日本庞大的成人音像需求推动了PSP的销售，因此索尼公司也一直未对此采取任何行动。

## UMD的破解历史
尽管索尼公司采取了多种手段，UMD光盘仍旧被人破解了。通过一个程式，可以在索尼PSP上运行多种电视游戏及PSP游戏，亦可观赏电影。每个UMD光盘都是遵循ISO 9660的文件系统，而通过做光盘镜像的方式将ISO文件存储在记忆卡（Memory Stick）中，通过软件方式就可正常使用UMD光盘中的内容了。因为市场上并不存在UMD刻录机，所以ISO镜像文件不能被烧录回UMD光盘。UMD驱动器亦不能读取CD-R或DVD-R光盘中的数据。
索尼公司试图通过对PSP软件的升级来阻止此种破解。1.51版本的PSP可以有效防止上述破解，而新出版发行的游戏也要求用户必须升级后才能开始游戏。但不久就有对1.50版本的分析报告指出，新版本未有实际其他方面的提高，升级并无必要。
2005年8月，首批盗版UMD光盘ISO镜像在香港贩售，售价仅港币20元。
但最近索尼公司采取了其他技术手段防止新发行的游戏以ISO镜像文件运行。据称在2.00/2.01/2.50版本的PSP上有一个特殊的PRX芯片，当用户在使用镜像文件时会弹出出错提示框，而在1.00-1.52版本上没有。但如今使2.00版本的游戏在1.5版本PSP上运行已经取得了一定进展。最近已有一种叫做“Devhook”的ISO载入软件，能够在1.5版PSP上模拟2.71版，使得1.5版用户也可使用PSP网页浏览器、运行2.71或更高版本游戏。
对于2.01-2.60版本的PSP，另有一种方法可以运行一些电视游戏但不是以非法的ISO镜像方式。
现在已存在幾種方法使至少2007年9月前生産的PSP降级至1.5版（1.5版本已不再生产），亦可將PSP2000降級至可運行ISO等的自製版系統。

## UMD的破解
现在已经产生PSP上的自制固件系统，以PSP PRO最为著名。
自制系统:
- OE
- M33
- GEN
- CHICKHEN
- PRO
- TN
- PROME
- ME

## 批评
尽管UMD光盘拥有超大的容量能存储高质量的影音，但UMD技术的不开放和无空白UMD光盘和刻录机的出售引来了大量的批评，在与同样是索尼设计的MD光盘的比较后批评变得更加激烈，举例而言，MD光盘上为防止直接接触盘面而设计的滑动盖最终并未在UMD上出现，而此项设计在ECMA的规格说明书上是可选的。
出于安全考虑和保护DVD-Video的销售，索尼公司最初并未考虑UMD光盘在电视上使用的可能性。此项设计对游戏销售触动很小，但却影响到UMD格式的电影的销量。而要实现UMD光盘对电视的输出，用户必须：
- 拥有一个相当昂贵且笨重的PSP转接设备，或者
- 使用一些第三方的工具拆除UMD光盘的面板（一般用户很难做到）。

另外，由于容量限制，UMD单层光盘不能容下除电影本身之外的花絮内容，而即便是UMD双层光盘也需要在PSP内转换再重新播放才可读取光盘的另一部分内容，这使得UMD光盘对于同样内容的DVD-Video不具竞争力。同时尽管UMD光盘的价格已经下降很多，但一般仍高于DVD。鉴于UMD的持续滞销，一些发行公司（比如淘兒音樂城）已经开始采取“买一赠一”等促销手段。
2006年2月，派拉蒙、华纳兄弟甚至索尼等电影公司都宣布削减UMD光盘的出版，当时每部出版了UMD格式的电影仅销售了大约5万张。
2006年3月，据路透社报道沃尔玛正考虑停止销售UMD产品，而环球影业和Image Entertainment公司已停止生产。而其他相关公司也宣布减少对该项目的投入。鉴于上述原因，索尼正考虑提高PSP至电视的传输易用性。
2006年5月，Nyko （页面存档备份，存于）公司生产出一种专利产品，可以实现PSP至电视的传输，实现在普通电视上播放同等画质的节目。此种产品还可在传输的同时对PSP充电，并支持立体声。目前已经可见该产品对UMD光盘销售的促进。
2006年夏，美国著名连锁零售商Target将UMD光盘下架。

## 外部連結
- ECMA-365 （页面存档备份，存于）
- ECMA-365標準規格說明書 （页面存档备份，存于）